# Carme Enrich i Llevada
Carme Enrich i Llevada (Barcelona, 1 de gener de 1875 - Desembre de 1959)va ser una pintora catalana activa a Barcelona a finals del segle XIX i principis del XX.
Era filla del sombrerer Josep Enrich i Torner i de Maria Josefa Llevada i Güell nascuts a Barcelona.
Està documentada per primera vegada l’any 1892, quan va participar en l’Exposició Nacional d’Indústries Artístiques i Internacional de Reproduccions, organitzada per l'Ajuntament de Barcelona, junt amb altres pintores catalanes com Emília Coranty, Anna Martí o Pilar Noguera. Hi va exhibir un dibuix a llapis de format mitjà que representava un gerro.
Quatre anys més tard, prenia part en la tercera edició d’aquesta Exposició de Belles Arts i Indústries Artístiques, aquesta vegada amb una aquarel·la de flors, i ho faria novament en la del 1898, en la qual va mostrar un oli titulat La finestra de la pubilla. Els catàlegs d’aquestes dues exposicions la referencien residint a Barcelona.
Va ser també una de les artistes habituals de les quatre exposicions «femenines» que la Sala Parés va organitzar a finals del segle xix. Va ser present a les del 1896, 1897, en la qual va presentar una obra titulada Guitarrista, 1899, en la qual va exposar unes figures, i la darrera, del 1900, amb l'obra titulada Herrero. Aquestes exposicions, que estaven inspirades en la que el 1893 s'havia fet a Chicago, van tenir un impacte important en la vida artística i cultural de la ciutat, tant per l’interès que va mostrar la premsa de l’època com per l’afluència de públic que van tenir, però principalment perquè van oferir un espai de difusió a les artistes catalanes. L’any 2021 la Casa Museu Lluís Domènech i Montaner de Canet de Mar va organitzar una exposició d’homenatge a aquestes mostres.
Consta també entre els participants d’una exposició col·lectiva de dibuixos i pintures que es va fer a l'Acadèmia Baixas de Barcelona el 1904, en la qual també hi van exposar les pintores Consol Burch, Àngela Boada, Mercè Artés, Rosa Baixas, Mercè Iglesias, les germanes Anna i Clotilde Murillo, Mercè de Prat, Ana Pujol, Consol i Mercè Tomàs i Montserrat Torres..
L'any 1913 es casa amb Joan Cervera i Caussà "maitre d'hotel" del Balneari Montagut, que mor l'any 1926 vivint al carrer Boqueria, 12 seu de l'Antic Hotel Europa (Barcelona) del que n'era propietari.